# 조너선 데이비드
조너선 크리스천 데이비드(Jonathan Christian David, 2000년 1월 14일 ~ )는 미국 출생 캐나다의 축구 선수로 현재 이탈리아 세리에 A의 유벤투스에서 공격수로 활약하고 있다.

## 선수 경력

### 클럽
2000년 1월 14일 미국 뉴욕주 브루클린 출생으로 2018년 1월 벨기에 주필러 프로리그의 KAA 헨트 입단을 통해 프로에 입문한 이후 83경기 37골을 터뜨리며 팀의 벨기에컵 2018-19 준우승, 2018-19 시즌 리그 챔피언십 플레이오프 진출 및 2019-20년 UEFA 유로파리그 32강 진출, 2019-20 시즌 리그 준우승 등에 기여한 뒤 2020년 8월 11일 계약 기간 5년과 한화 약 428억원(3150만 유로)이라는 캐나다 선수 역사상 최고 계약금으로 프랑스 1부 리그의 릴 OSC로 이적하자마자리그 1 2020-21에서 37경기 13골을 터뜨리는 맹활약을 펼치며 릴의 리그 통산 4번째 우승이자 2010-11 시즌 이후 10년만의 리그 우승 및 2021-22년 UEFA 챔피언스리그 진출에 혁혁한 공을 세웠다.

### 국가대표팀
2017년과 2018년 캐나다 U-17 대표팀 및 U-20 대표팀에서 5경기 2골을 기록한 후 KAA 헨트 소속이던 2018년 8월 30일 미국령 버진아일랜드와의 2019-20년 CONCACAF 네이션스리그 예선을 앞두고 캐나다 성인대표팀에 첫 발탁되었고 같은 해 9월 9일 국제 A매치 데뷔전인 미국령 버진아일랜드와의 2019-20년 CONCACAF 네이션스리그 예선 첫째날 경기에서 3개의 공격포인트(2골·1어시스트)를 기록하며 팀의 8-0 대승에 기여했고 이어 벌어진 도미니카 연방과 프랑스령 기아나와의 경기에서도 득점을 기록하며 팀의 2019-20 리그 A 진입에 이바지했다.
그리고 2019년 CONCACAF 골드컵 본선 4경기에서 8개의 공격포인트(6골·2어시스트)를 기록하는 맹활약을 펼쳤고 팀은 비록 8강전에서 의외의 복병 아이티에 2-3으로 석패하며 4강 문턱에서 고배를 마셨지만 이후 열린 약체 쿠바와의 2019-20년 CONCACAF 네이션스리그 A의 A조 조별리그 1차전에서 2번째 득점을 성공시키며 팀의 6-0 대승에 일조했다.

## 출전 통계
| 클럽 | 시즌    | 출전 | 득점 |
| ---- | ------- | ---- | ---- |
| 헨트 | 2018-19 | 43   | 14   |
| 헨트 | 2019-20 | 40   | 23   |
| 릴   | 2020-21 | 48   | 13   |
| 릴   | 2021-22 | 48   | 19   |
| 릴   | 2022-23 | 40   | 26   |
| 릴   | 2023-24 | 47   | 26   |

## 수상

#### 릴 OSC
- 리그 1 : 2020-21
- 트로페 데 샹피옹 : 2021

#### 캐나다
- 북중미 네이션스리그 준우승 : 2023

### 개인
- 벨기에 1부 득점왕 : 2019-20
- 캐나다 올해의 선수 : 2019
- 북중미 골드컵 득점왕 : 2019
- 북중미 골드컵 대회 베스트 : 2019
- 북중미 네이션스리그 파이널 베스트 : 2023
- 헨트 올해의 선수 : 2019-20